# اوشک-وولکا
اوشک-وولکا (به لهستانی:  Osiek-Wólka) یک روستا در لهستان است که در گمینا گوومین-اوشرودک واقع شده‌است.